# Municipio de East Taylor
El municipio de East Taylor (en inglés: East Taylor Township) es un municipio ubicado en el condado de Cambria en el estado estadounidense de Pensilvania. En el año 2000 tenía una población de 2.726 habitantes y una densidad poblacional de 117.4 personas por km².

## Geografía
El municipio de East Taylor se encuentra ubicado en las coordenadas 40°21′00″N 78°49′59″O / 40.35000, -78.83306.

## Demografía
Según la Oficina del Censo en 2000 los ingresos medios por hogar en la localidad eran de $35,453 y los ingresos medios por familia eran $39,012. Los hombres tenían unos ingresos medios de $31,712 frente a los $21,025 para las mujeres. La renta per cápita para la localidad era de $16,393. Alrededor del 7,5% de la población estaban por debajo del umbral de pobreza.